# Suhre
Die Suhre (im Kanton Luzern auch Sure) ist ein 34 Kilometer langer Nebenfluss der Aare. Er fliesst durch das  Suhrental in den Schweizer Kantonen Luzern und Aargau und mündet bei Aarau in die Aare.

## Namen
In mittelalterlichen Urkunden finden sich Formen des Gewässernamens wie etwa Suron (1036), Suranum flumen (1210), Sure (1241). Seit dem 20. Jahrhundert wird im Kanton Aargau Suhre, im Kanton Luzern oft Sure geschrieben.

## Geographie

### Verlauf
Die Suhre beginnt als Ausfluss des Sempachersees in der Gemeinde Oberkirch auf 504 m ü. M.  und mündet östlich von Aarau auf der Höhe von auf 306 m ü. M. in die Aare. Sie endet 144 Höhenmeter unterhalb des Sempachersees und hat somit ein mittleres Sohlgefälle von 4,2 ‰.
Zum von der Suhre entwässerten Tal gehört geographisch auch noch die Landschaft südlich des Sempachersees mit dessen Zuflüssen Grosse Aa mit der Länge von 9,6 km und Kleine Aa.
Das wichtigste Seitental ist das Ruedertal, welches bei Schöftland in südöstlicher Richtung abzweigt.

### Einzugsgebiet
Das Einzugsgebiet der Suhre ist 368,29 km² gross und besteht zu 28,3 % aus Bestockter Fläche, zu 54,7 % aus Landwirtschaftsfläche, zu 4,0 % aus Gewässeroberfläche und zu 12,9 % aus Siedlungsfläche.
Die Mittlere Höhe des Einzugsgebietes beträgt 580 m ü. M., die Minimale Höhe liegt bei  360 m ü. M. und die Maximale Höhe bei 871 m ü. M.

### Zuflüsse

Die zwei wichtigsten Zuflüsse der Suhre sind die Wyna und die Uerke.
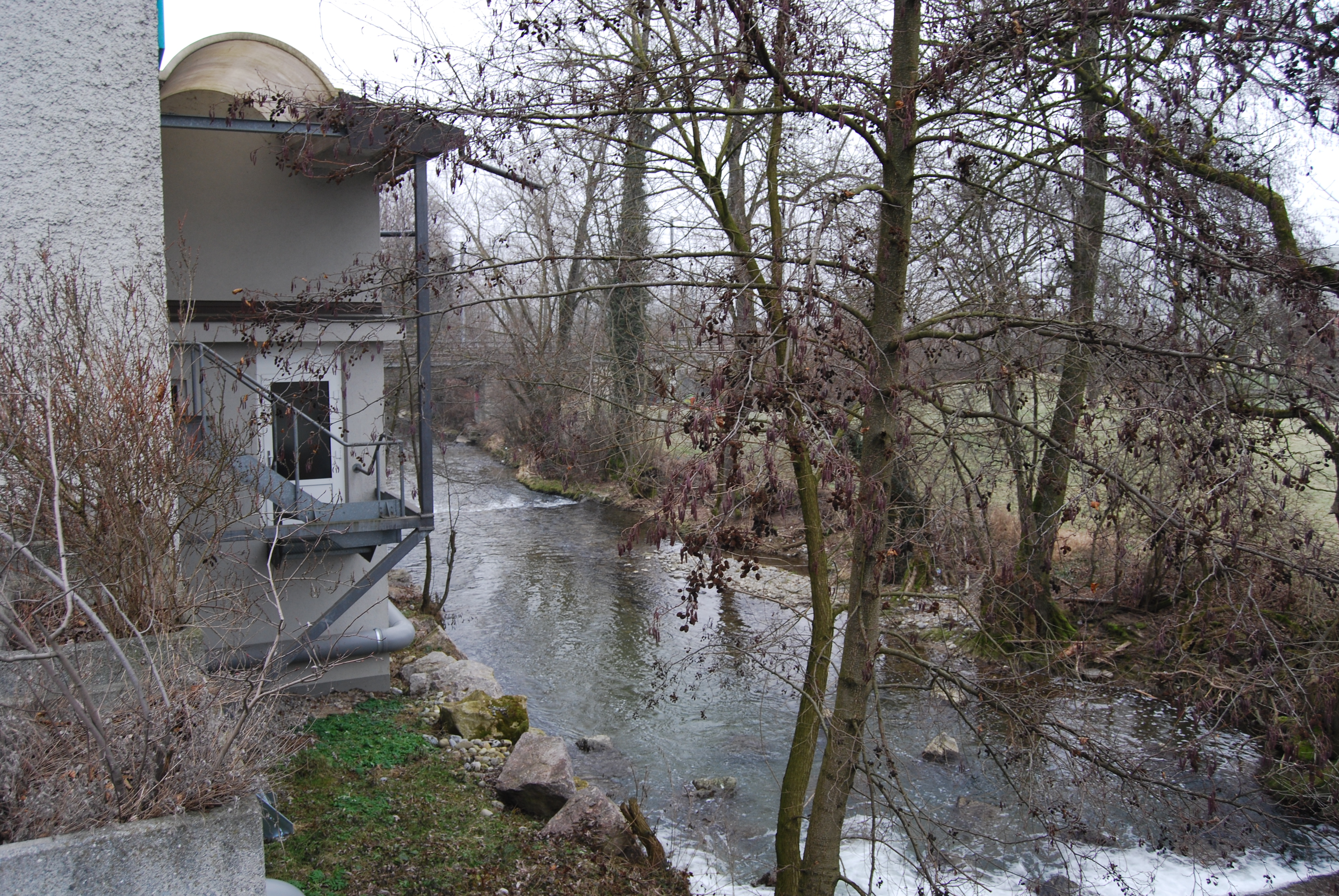
Die Wyna
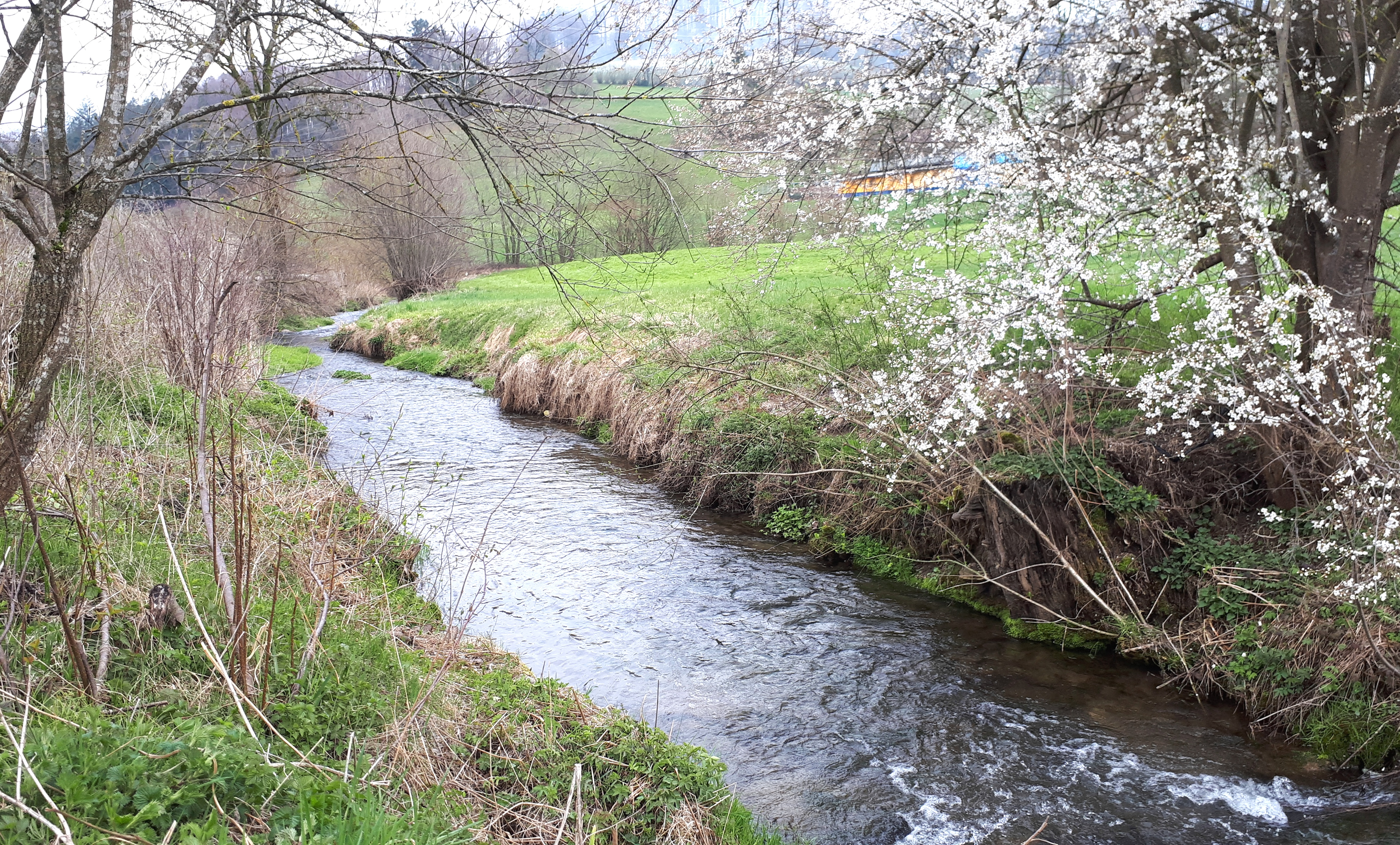
Die Uerke

Zuflüsse von der Quelle zur Mündung
- Hofbach (links)
- Oberchilerwaldbach (links)
- Chommlibach (rechts)
- Zollbach (rechts)
- Dorfbach (rechts)
- Schoenebuehlbaechle[7] (rechts)
- Erlenstudbaechlein (rechts)
- Schlegruetigrabenbach (Obermoosgrab) (rechts)
- Weiherbach (Dorfbach) (rechts)
- Engelgrabe (Ängelgrabe) (rechts)
- Hexenbach (Häxebächli) (rechts)
- Dorfbach[8]  (links)
- Dorfbach (rechts)
- Fischbach (Dorfbach) (links)
- Steinbaerenbach (rechts)
- Dorfbach (links)
- Gründelbach (Teuffegrabe) (rechts)
- Sägetgrabebach (links)
- (Bach vom) Rütiberg 4 (rechts)
- Dorfbach Attelwil (Hölibach) (links)
- Dorfbach (rechts)
- Seeblibächli (links)
- Eigraben (linke Abzweigung)
- Rostbrunnenbächli (links)
- Dorfbach Kirchleerau (rechts)
- Ruederche (rechts) → Zuflüsse
- Haselbach[9] (rechts)
- Talbach (rechts)
- Talbach (rechts)
- Tannacherbach (rechts)
- Uerke (links) → Zuflüsse
- Schifflibach (links)
- Talbächlein (rechts)
- Stadtbach Rathaus (linke Abspaltung)

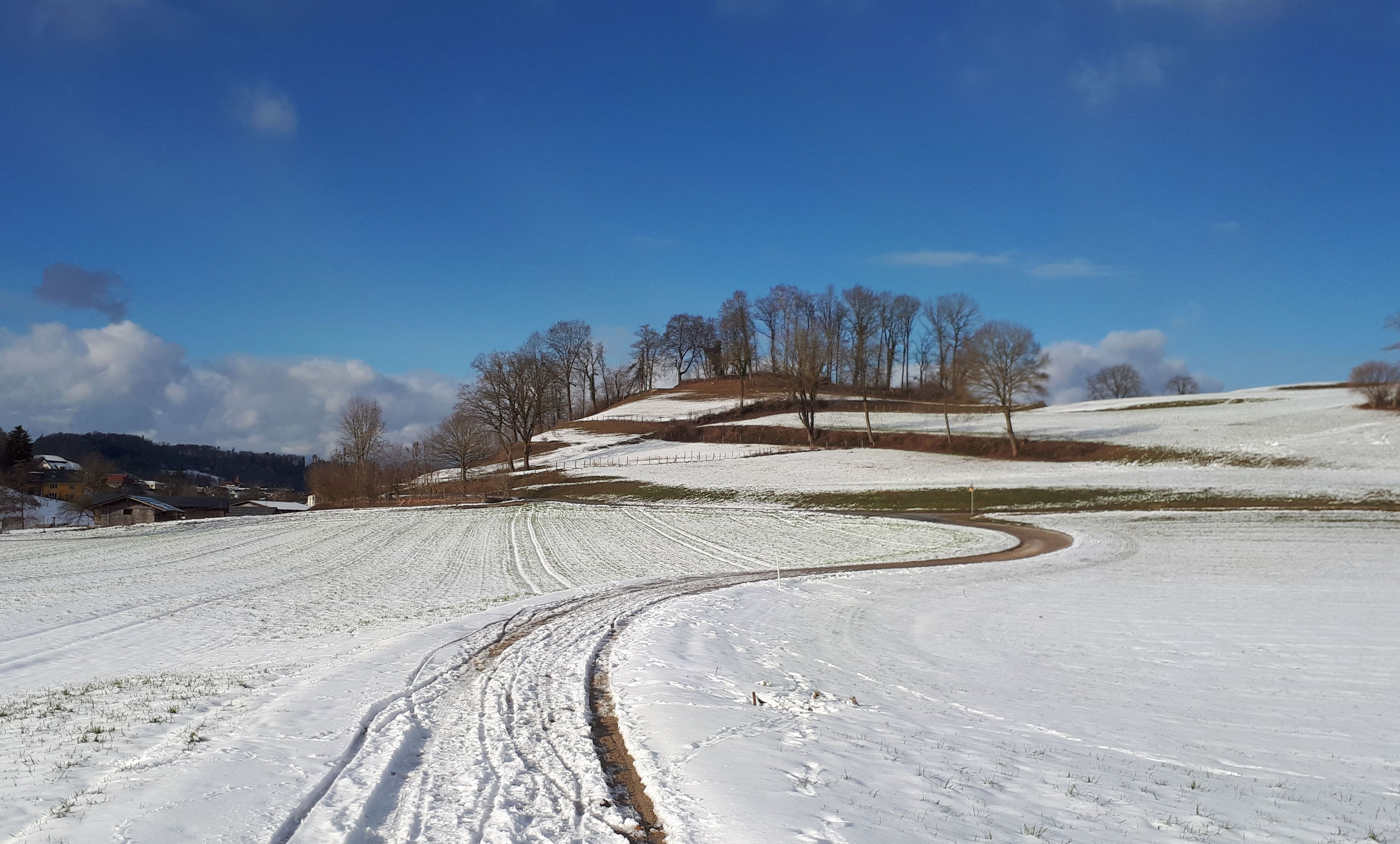
Endmoräne bei Staffelbach

- Wyna (rechts) → Zuflüsse

## Moränen
Auf der Höhe von Staffelbach verläuft quer durch das Suhrental die rund 30 Meter hohe Serie von Endmoränen aus der Würmeiszeit, die beim Rückzug des Reussgletschers entstand. Talaufwärts schliessen Seitenmoränen auf beiden Talseiten an den Höhenzügen an.

## Schutzgebiete
Der erste Flussabschnitt am Sempachersee führt durch das Moorgebiet «Zällmoos», das im Bundesinventar der Flachmoore von nationaler Bedeutung aufgeführt ist.
Die Endmoränenzone von Staffelbach ist ein Landschaftsschutzgebiet des Bundesinventars der Landschaften und Naturdenkmäler von nationaler Bedeutung (BLN).
Die Suhremündung liegt im Auengebiet Aarau-Rupperswil, das im Bundesinventar der Auengebiete von nationaler Bedeutung beschrieben ist.

## Korrektionen

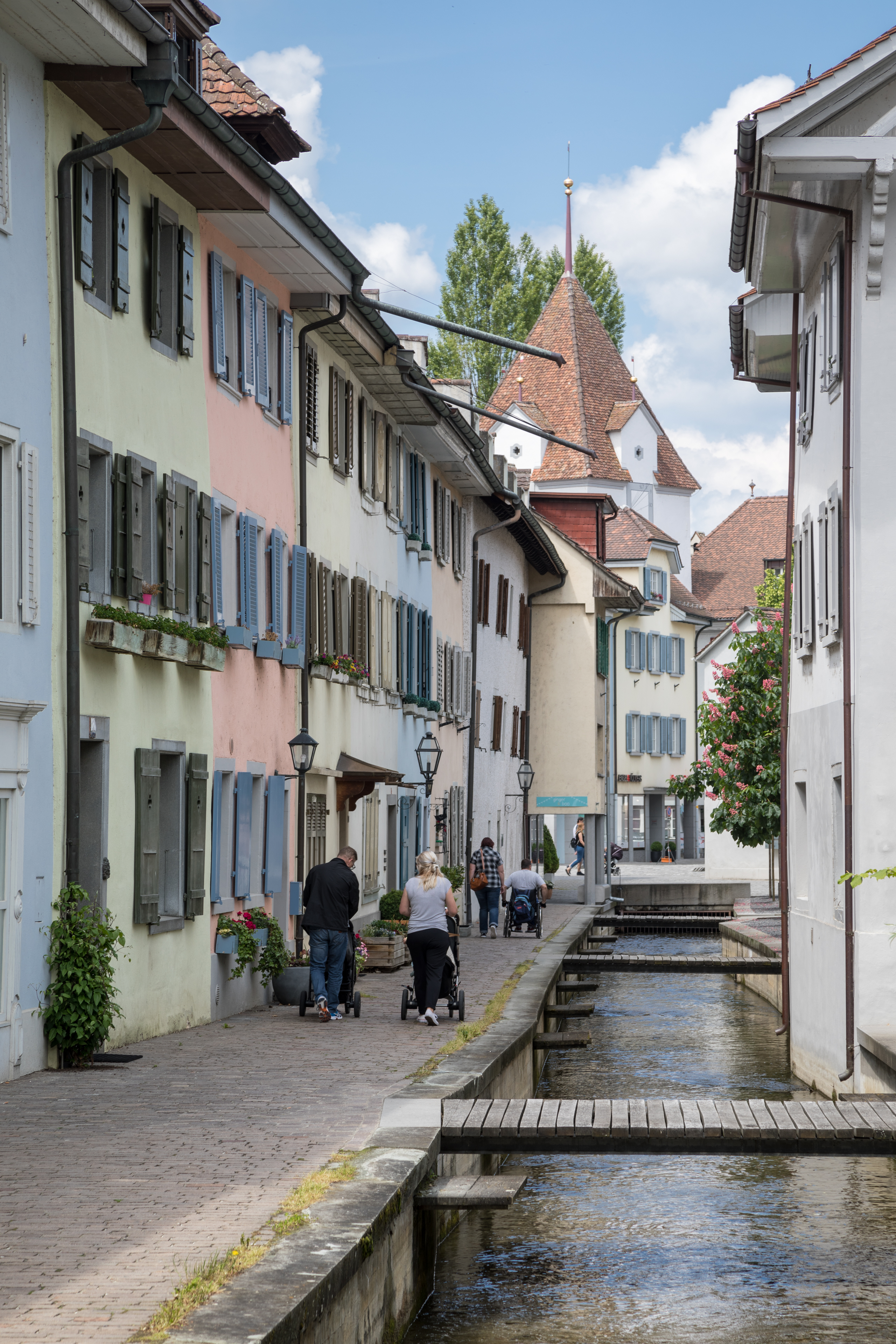
Suhre und Häuser an der Surengasse in Sursee

Seit dem 13. Jahrhundert fliesst die Suhre als kanalisierter Stadtbach durch Sursee.
1760 und von 1806 bis 1814 wurde der Ausfluss aus dem Sempachersee tiefergelegt. Bis zum 19. Jahrhundert war der Fluss im Suhrental stark mäandrierend; der Talboden war zum grössten Teil versumpft. Seither wurden mehrere Flussbegradigungen durchgeführt:
- 1856–59 von Sursee bis zur Kantonsgrenze
- 1893–98 im Knutwilermoos
- 1923–26 Teilkorrektion im Kanton Aargau
- 1943–45 Teilkorrektion im Kanton Aargau
- 1945–56 erneute Korrektion im Kanton Luzern
- 1973–75 in Sursee (mit starker Tieferlegung und Begradigung des Flusslaufes)

## Brücken
Auf ihrem Weg wird die Suhre von 160 Brücken überspannt.